# Koskelantie
Koskelantie  est une rue des quartiers de Koskela, Käpylä et Vanhakaupunki à Helsinki en Finlande.

## Présentation
La rue Koskelantie s'étend de la rue Ratapihantie au sud-ouest jusqu'à la rue  Hämeentie au nord est.
Elle croise la Lahdenväylä et fait partie de la seututie 100.
L'église de Koskela (fi) et le parc Kustaa Vaasan puisto est situé en bordure de la rue Koskelantie.

La rue est desservie par la ligne de tramway  1.

## Galerie

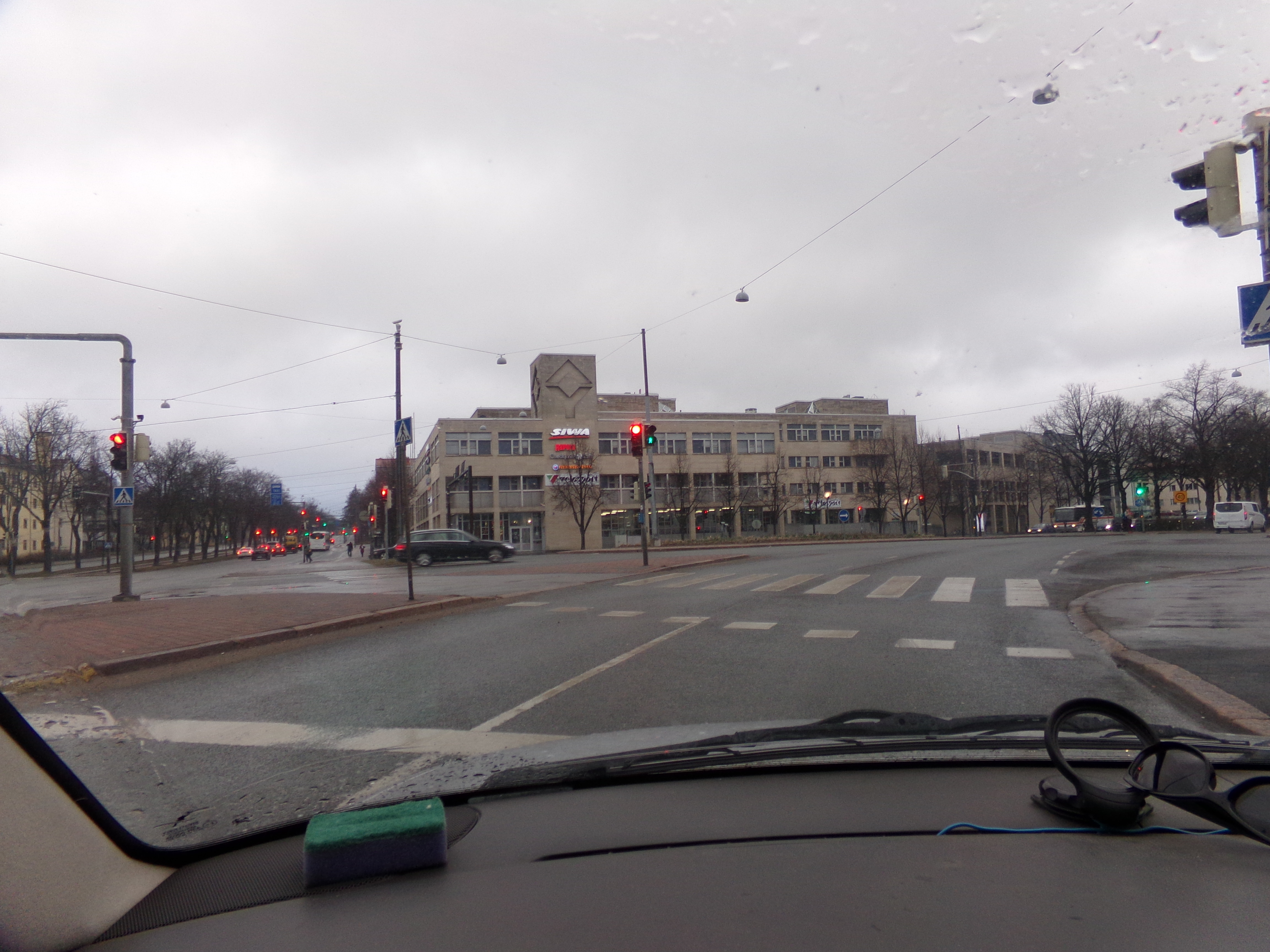
Ancien bâtiment de Amer à Käpylä.
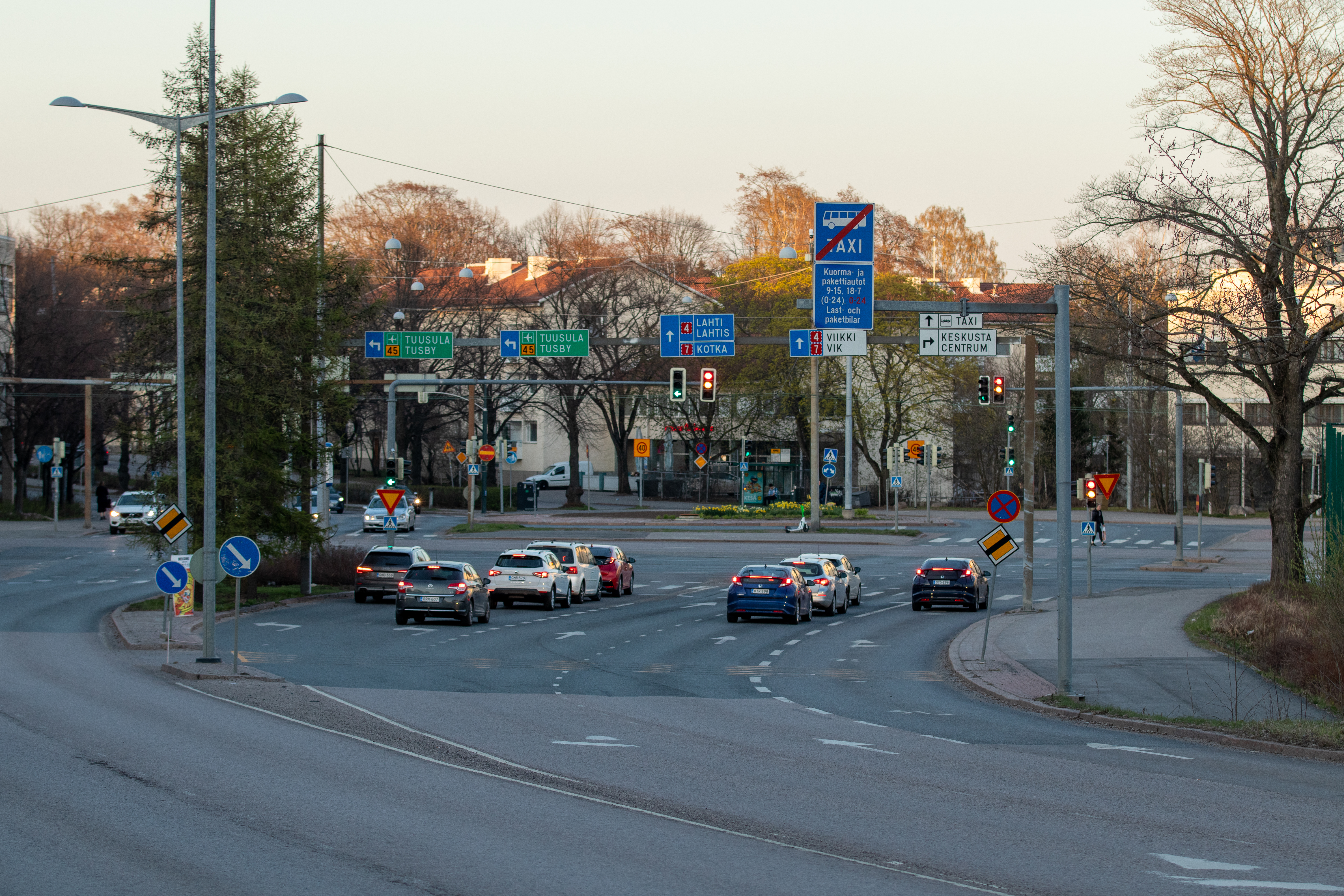
Croisement Mäkelänkatu-Koskelantie.